# Послание Ивана Грозного Эрику XIV
Послание русского царя Ивана Грозного королю Швеции Эрику XIV было написано в июле 1563 года. Это был дипломатический документ из царской канцелярии, но официальная летопись сообщает, что царь, зная о проявлениях у Эрика душевной болезни, внёс в текст «многие бранные и подсмеятельные слова на укоризну его безумию». Текст послания не сохранился. Исследователи ведут поиски копий, которые должны были остаться в московских архивах. Существует мнение, что именно послание Эрику должно считаться первым авторским произведением Ивана Грозного.